# Palazzo di Giustizia (Palermo)
Il Palazzo di Giustizia di Palermo è un edificio di stile razionalista.
L'edificio venne progettato dagli architetti Ernesto e Gaetano Rapisardi negli anni trenta del Novecento seguendo l'allora corrente razionalista tipica del periodo fascista. La costruzione dell'edificio iniziò nel 1938, ma per ovvi motivi bellici si interruppe quasi subito; i lavori ripresero dopo la guerra, nei primi anni cinquanta e terminarono nel 1957.
Per la costruzione del palazzo vennero abbattuti il Bastione di Aragona al quartiere del Capo e altre costruzioni adiacenti. Tra queste costruzioni era compreso lo stabilimento Gulì, che era stato edificato nel 1882.
Il Palazzo è stato arricchito con alcune opere d'arte: a piano terra, un altorilievo di Luigi Venturini raffigurante il re Salomone nell'atto di amministrare la giustizia, installato nel 1965, e al centro dell'atrio, una grande scultura in bronzo di Vincenzo Gennaro, dedicata a tutti i caduti della Giustizia, posizionata nel 1995.
Un quadro giovanile di grandi dimensioni di Arrigo Musti intitolato:"Il Quarto Reich" (dove si stigmatizza l'orrore nazista in un particolare di giudizio divino) si trova nell'aula adunanze "Biagio Bruno".
Nello spiazzo antistante l'edificio è stato ultimato nel 2009 un parcheggio multipiano sotterraneo, mentre in superficie è stato ripristinato l'antico Bastione di Aragona.
A partire dai primi del Duemila, il palazzo è divenuto parte di una vera e propria cittadella giudiziaria, in quanto alle sue spalle è sorto un secondo complesso architettonico, il "Nuovo Palazzo di Giustizia", progettato dall'architetto Sebastiano Monaco, funzionante dal 2002, costruito in un'area distrutta dalla guerra e dal terremoto, e composto da una serie di edifici di dimensioni moderate, allo scopo di integrarsi nell'antica morfologia del quartiere, caratterizzato dalla presenza dell'antico Mercato del Capo.
Il vecchio ed il nuovo Palazzo di Giustizia sono separati da un'ampia piazza pedonale, dedicata al ricordo dei giudici uccisi per la loro azione di contrasto a Cosa nostra, e prende il nome di "Piazza della Memoria". Vi sono state collocate varie opere d'arte, fra le quali undici sculture-colonne in acciaio ottone e marmo di Antonio Musarra Tubi, ognuna delle quali rappresenta un magistrato ucciso dalla mafia, con una fascia centrale che simula uno stato di corrosione e che si allarga man mano che ci si allontana dal centro della Piazza, e una scultura con due ali spiegate di Giovanna De Sanctis.
Piazza della Memoria è delimitata da gradini, alla cui sommità sono posti in rilievo i nomi e la data di morte dei magistrati falciati dalla mafia.

## Galleria d'immagini

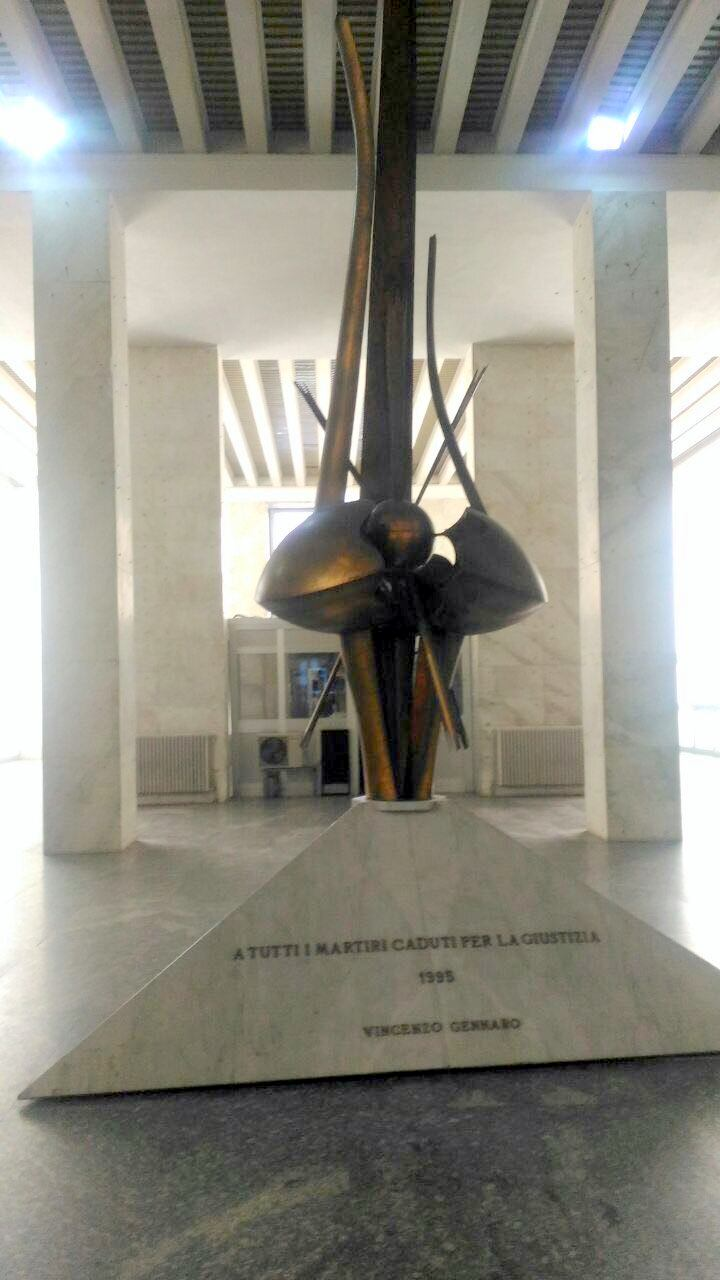
Metamorfosi di Primavera di Vincenzo Gennaro
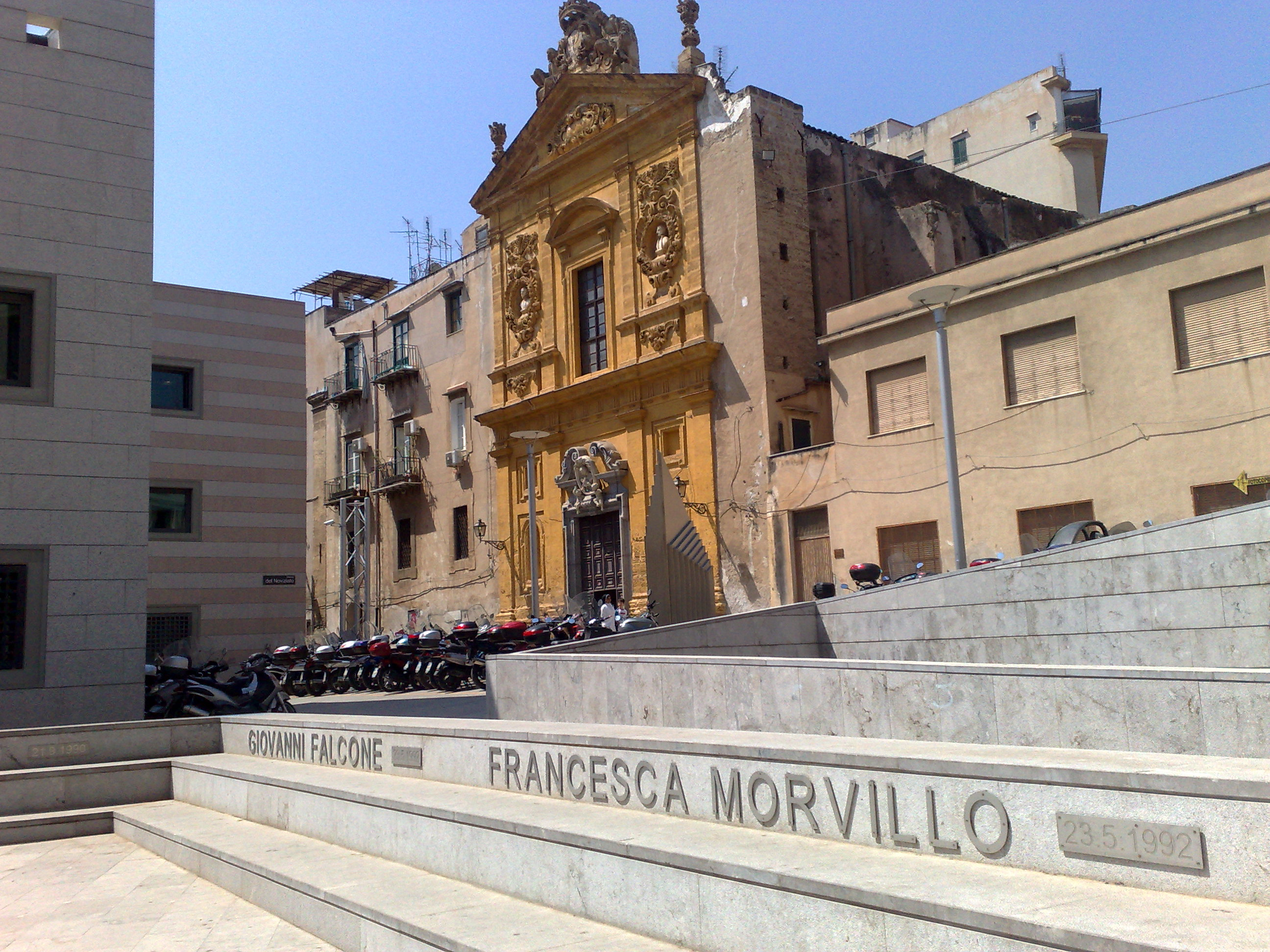
Piazza della Memoria.
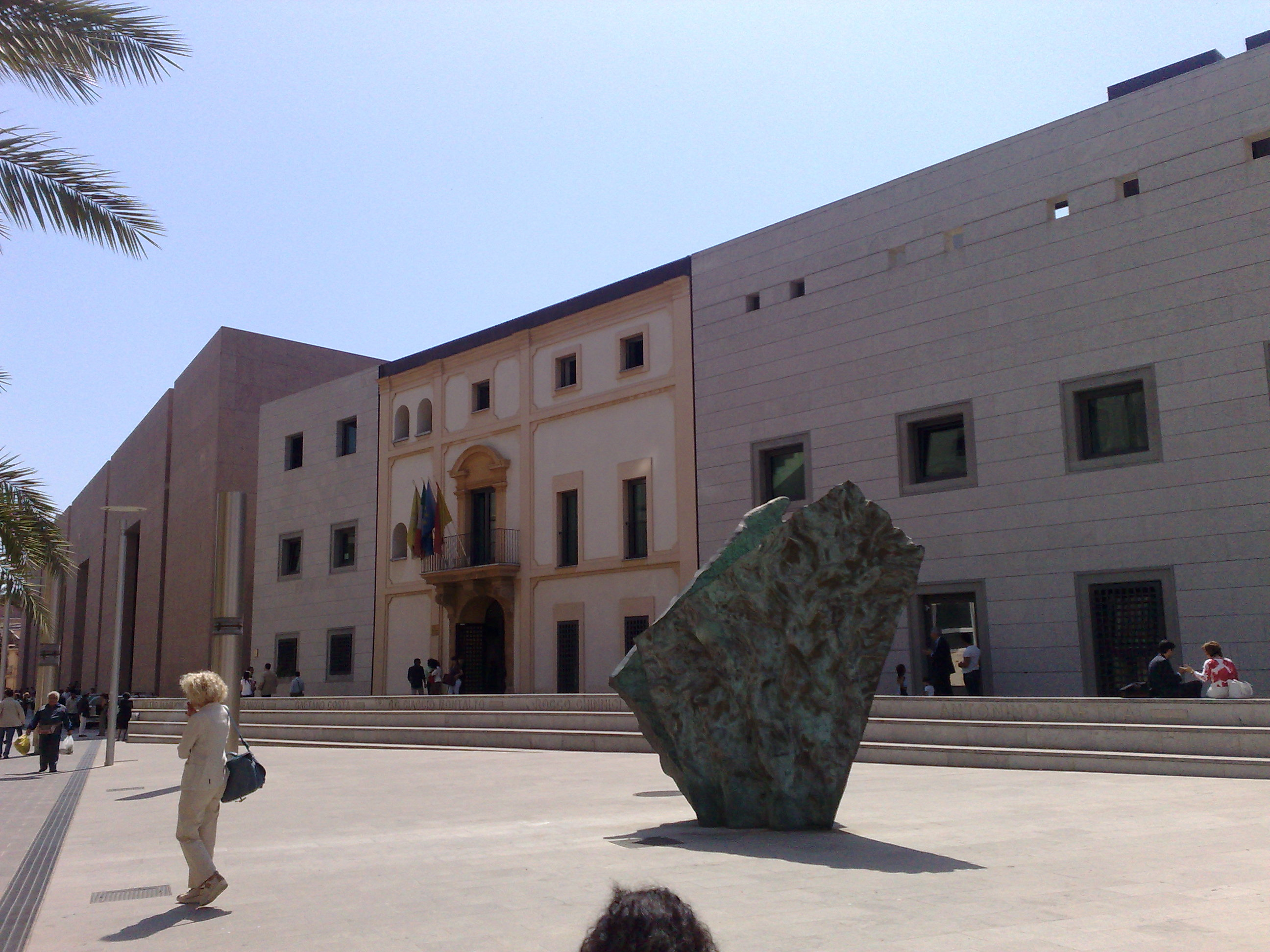
Nike di Giovanna De Sanctis in Piazza della Memoria.

## Criticità
Esiste un'emergenza sicurezza al Palazzo di giustizia di Palermo, c'è il rischio che vengano giù i solai perciò è stata interdetta la gran parte del terzo, quarto e quinto piano del palazzo ex Eas, struttura preesistente ala cittadella giudiziaria di recente costruzione. Il Provveditorato per le opere pubbliche della Sicilia ha stilato un cronoprogramma dei lavori, nel frattempo la presidenza della Corte di appello ha chiuso le stanze e deciso il trasferimento del personale. Gli uffici delle esecuzioni immobiliari e del giudice onorario civile, il tribunale del lavoro e il personale dell’archivio sono stati spostati al secondo piano del palazzo vecchio.